# Cathédrale Saint-Joseph de Rouyn-Noranda
Pour les articles homonymes, voir Cathédrale Saint-Joseph.
La cathédrale Saint-Joseph de Rouyn-Noranda est une église catholique de rite romain située à Rouyn-Noranda au Québec. Elle a été construite de 1946 à 1948. Elle est devenue la cathédrale du diocèse de Rouyn-Noranda en 2003. La paroisse actuelle rattachée à la cathédrale a été érigée en 2005 par l'amalgamation de six paroisses et est nommée paroisse Sainte-Trinité.

## Description
La cathédrale Saint-Joseph est sise sur l'avenue Mercier, à l'angle de la rue Gamble, à Rouyn-Noranda au Québec. Le plan au sol est en forme de croix latine à chevet plat avec chœur en saillie et abside. La nef à un vaisseau est surmontée d'une tribune au-dessus de l'entrée principale. La nef est couverte d'une voûte à arc polygonal en béton armé. La façade et les murs extérieurs sont recouverts de pierre. Les murs fermant les extrémités du transept sont percés de grandes fenêtres enchâssant des panneaux de verre coloré monochromes. L'édifice est complété d'une sacristie reliée au presbytère. Le clocher est de forme octogonale.
Le maître-autel est de granite noir provenant d'une carrière de Beaudry.  Il est décoré d'une représentation artistique de la dernière Cène commandée d'Italie et don de l'abbé Georges Pinsonneault, curé de la paroisse.

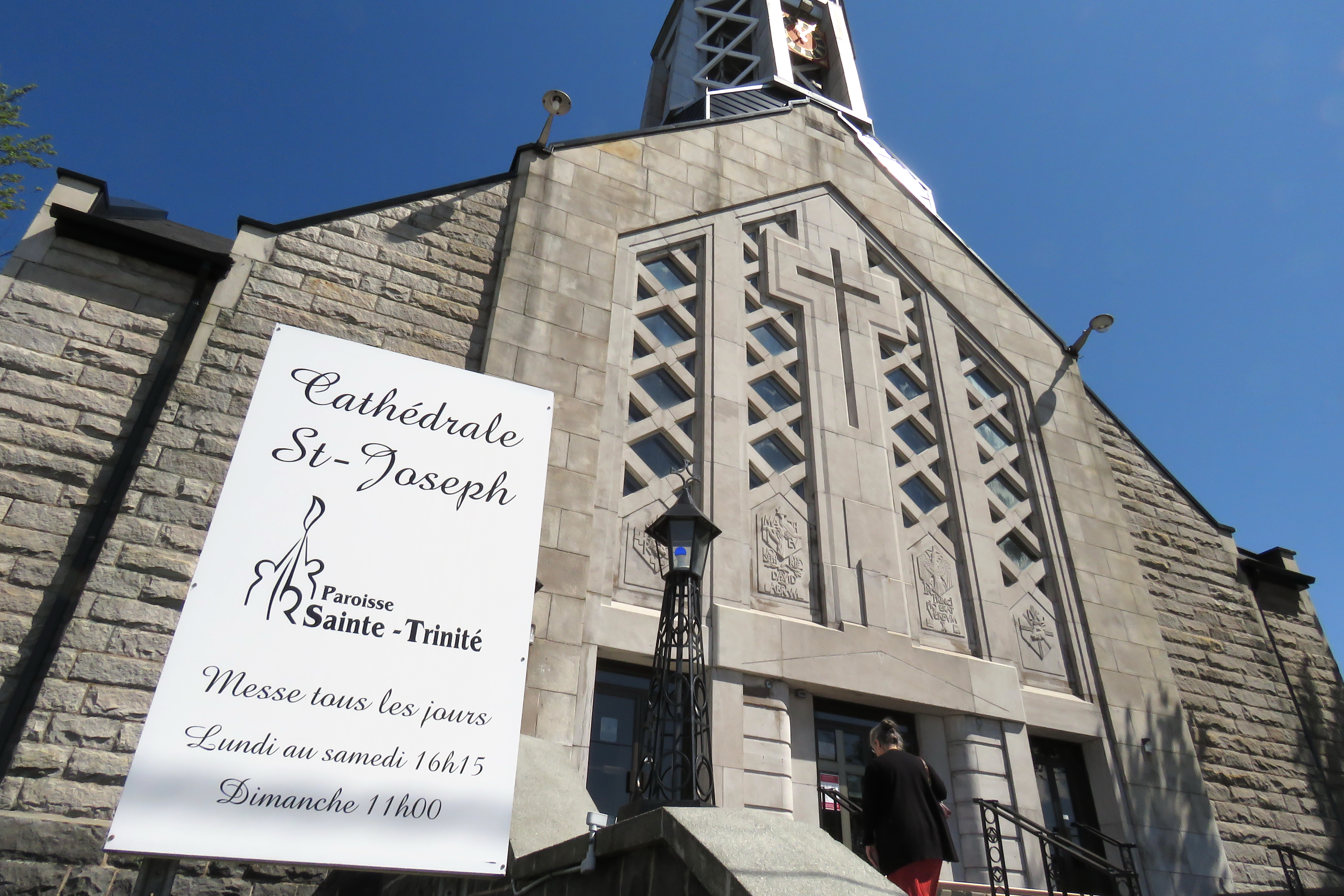
Cathédrale St-Joseph, détail de la façade

## Histoire
La paroisse Saint-Joseph a été érigée canoniquement le 30 mai 1946.  L'église Saint-Joseph a été construite de 1946 à 1948 selon les plans des architectes Eugène-Henri Talbot et Auguste Martineau,. La supervision de la construction fut confiée à Philippe Levasseur. Elle a été bénie le 19 mars 1950 par Louis Rhéaume, évêque du diocèse de Timmins dont la paroisse St-Joseph faisait alors partie. 
La construction du clocher débuta en septembre 1956 selon les plans de l'architecte Marcel Jetté. Encore une fois, la supervision des travaux fut confiée à Philippe Levasseur. Le clocher octogonal est surmonté d'une toiture à quatre pans terminée d'une croix latine en métal. À l'origine, des horloges au cadran blanc en forme de carré posé sur sa pointe sont installées sur chacun des quatre côtés principaux du clocher. Elles ont été remplacées par les horloges actuelles en août 1988.  En 1984, les Chevaliers de Colomb ont fait don de deux croix lumineuses qui ont été installées sur la croix latine qui coiffe le clocher.  Elles ont depuis été retirées.
En 1957, un carillon de 8 cloches fut installé dans le clocher. Le curé de l’époque, l’abbé Ernest Guèvremont, entra en contact avec des fonderies de cinq pays pour la fabrication des cloches. Soucieux d’économies, il se rendit en Europe afin de commander les cloches directement de la fabrique. C’est finalement à Heiligerlee, un village des Pays-Bas où se trouve la fonderie Van Bergen, que furent coulées les cloches en février 1957. Elles sont faites d’airain, un alliage de 80% de cuivre et de 20% d’étain. Les cloches arrivèrent au port de Montréal dans la semaine du 5 mai 1957 puis à Rouyn-Noranda un peu après le 24 juin 1957. Maxime Tessier, évêque du diocèse de Timmins, bénit les cloches le 7 juillet 1957. Fêlé en 1959, le bourdon devenu faux resta silencieux durant six décennies.
Au moment de son installation, le carillon était composé comme suit:
| Nom de la cloche | Poids     | Note     | Donateur(s) (Parrain/Marraine)                                                                     |
| ---------------- | --------- | -------- | -------------------------------------------------------------------------------------------------- |
| Joseph           | 5 282 lbs | Do       | 200 paroissiens et amis de la paroisse (M. Émilien Larivière et son épouse)                        |
| Antoine          | 2 288 lbs | Fa       | Comité des œuvres paroissiales (M. Rémi Larouche et son épouse)                                    |
| Sacré-Coeur      | 1 595 lbs | Sol      | Ligueurs du Sacré-Coeur (M. Aldhémar Charbonneau et son épouse)                                    |
| Anne             | 1 064 lbs | La       | Dames de Ste-Anne (M. Léopold Gaudet et Mme René Paquet)                                           |
| Thérèse          | 924 lbs   | Si bémol | L'abbé Ernest Guèvremont, M. Marcel Jetté, M. Philippe Levasseur (M. Donat Thibault et son épouse) |
| Réjeanne         | 770 lbs   | Si       | M. Maurice Caouette et Mme Réjeanne Caouette (les donateurs sont aussi les parrain et marraine)    |
| Blanche          | 616 lbs   | Do       | M. Émile Brazeau et Mme Blanche Brazeau (les donateurs sont aussi les parrain et marraine)         |
| Marie            | 440 lbs   | Ré       | Enfants de Marie de St-Joseph (M. Polydore Pelletier et Mme Rollande Villeneuve)                   |

L'intérieur de l'église a été décoré durant l'été de 1965 selon les plans de décoration de l'architecte Marcel Jetté.
Au moment de la fondation du diocèse de Rouyn-Noranda, le 9 février 1974, c'est l'église Saint-Michel-Archange, construite en 1927, qui avait été élevée au rang de cathédrale. Cet honneur lui revenait à titre d'église de la première paroisse de Rouyn-Noranda, érigée canoniquement en 1925. Or l'église avait été détruite par un incendie le 12 avril 1973. Certaines personnes proposèrent alors d'élever l'église Saint-Joseph au rang de cathédrale, mais les autorités ecclésiastiques décidèrent plutôt d'ériger un bâtiment d'architecture modeste, qui reprit le nom de Saint-Michel-Archange, et qui servit de cathédrale durant une trentaine d'années. Le 15 septembre 2003, l'église Saint-Joseph fut finalement élevée au rang de cathédrale en remplacement de la cathédrale Saint-Michel-Archange qui fut déconsacrée. La cathédrale Saint-Joseph fut consacrée le 22 mai 2004. Dorylas Moreau, deuxième évêque du diocèse de Rouyn-Noranda, devint alors le premier à siéger à la cathédrale Saint-Joseph. Il avait d'ailleurs été consacré évêque en cette église le 2 mars 2002.
En 2005, les six paroisses francophones du centre-ville de Rouyn-Noranda, c'est-à-dire les paroisses Saint-Joseph, Saint-Michel-Archange, Sainte-Bernadette, Immaculée-Conception-de-la-Bienheureuse-Vierge-Marie, Notre-Dame-de-Protection et Sacré-Cœur-de-Jésus, ont été fusionnées pour former une nouvelle paroisse nommée Sainte-Trinité. À la suite de la fermeture de l'église de l'Immaculée-Conception le 14 novembre 2021, la cathédrale Saint-Joseph est désormais le seul lieu de culte de cette paroisse.
Descendu du clocher en septembre 2015, le bourdon a été refondu à la fonderie Voegelé de Strasbourg en France où il a été coulé à 15h précises, heure de France, le Vendredi saint 25 mars 2016,. Béni le 27 mai 2017 par Dorylas Moreau, et réinstallé en juillet 2017, le bourdon résonna à nouveau 60 ans après son installation initiale. Il donne la note ré deux (ré de la deuxième octave).
Dans le cadre du Jubilé de la Miséricorde instigué par le pape François, une porte de la Miséricorde fut ouverte et bénie le 13 décembre 2015 par Dorylas Moreau.